# Anoectangium harttiae
Anoectangium harttiae är en bladmossart som beskrevs av Edwin Bunting Bartram 1939. Anoectangium harttiae ingår i släktet Anoectangium och familjen Pottiaceae. Inga underarter finns listade i Catalogue of Life.